# Y 염색체

인간의 Y 염색분체.

Y 염색체는 인간을 포함한 대부분의 포유동물에서 볼 수 있는 두 개의 성결정 염색체 가운데 하나이다. 인간의 Y 염색체는 약 5천만개의 염기쌍으로 이루어져 있다.
Y 염색체는 텔로미어의 작은 부위를 제외하면 X 염색체와 섞일 수 없다. 따라서 재조합되지 않는 주요 부위에 일어나는 변이는 부계를 통해 대대로 전달되며, 이러한 변이를 분류하여 정의한 인류 Y-염색체 DNA 하플로그룹에 관한 연구는 모계를 통해 전달되는 미토콘드리아 DNA와 함께 인류의 출아프리카 이주의 증거로 제시된다. Y 염색체는 인간과 침팬지 사이에 30%의 차이가 있는 데, 인간 게놈의 가장 빨리 진화하는 부분들 가운데 하나이다.

## 같이 보기
- X 염색체
- SRY